# Urou-et-Crennes
Urou-et-Crennes és un municipi francès situat al departament de l'Orne i a la regió de Normandia. L'any 2007 tenia 691 habitants.

## Demografia

### Població
El 2007 la població de fet d'Urou-et-Crennes era de 691 persones. Hi havia 289 famílies de les quals 54 eren unipersonals (25 homes vivint sols i 29 dones vivint soles), 125 parelles sense fills, 96 parelles amb fills i 14 famílies monoparentals amb fills.
La població ha evolucionat segons el següent gràfic:
Habitants censats

### Habitatges
El 2007 hi havia 304 habitatges, 287 eren l'habitatge principal de la família, 6 eren segones residències i 11 estaven desocupats. 293 eren cases i 10 eren apartaments. Dels 287 habitatges principals, 249 estaven ocupats pels seus propietaris, 33 estaven llogats i ocupats pels llogaters i 5 estaven cedits a títol gratuït; 1 tenia una cambra, 7 en tenien dues, 27 en tenien tres, 69 en tenien quatre i 184 en tenien cinc o més. 229 habitatges disposaven pel capbaix d'una plaça de pàrquing. A 110 habitatges hi havia un automòbil i a 162 n'hi havia dos o més.

### Piràmide de població
La piràmide de població per edats i sexe el 2009 era:
| Homes | Edats   | Dones |
| ----- | ------- | ----- |
| 0     | 95 o +  | 0     |
| 0     | 90 a 94 | 4     |
| 0     | 85 a 89 | 0     |
| 4     | 80 a 84 | 4     |
| 28    | 75 a 79 | 8     |
| 16    | 70 a 74 | 16    |
| 36    | 65 a 69 | 32    |
| 12    | 60 a 64 | 24    |
| 28    | 55 a 59 | 24    |
| 16    | 50 a 54 | 24    |
| 40    | 45 a 49 | 48    |
| 20    | 40 a 44 | 20    |
| 16    | 35 a 39 | 16    |
| 24    | 30 a 34 | 12    |
| 16    | 25 a 29 | 16    |
| 28    | 20 a 24 | 16    |
| 36    | 15 a 19 | 16    |
| 16    | 10 a 14 | 12    |
| 16    | 5 a 9   | 4     |
| 4     | 0 a 4   | 4     |

## Economia
El 2007 la població en edat de treballar era de 428 persones, 293 eren actives i 135 eren inactives. De les 293 persones actives 271 estaven ocupades (145 homes i 126 dones) i 22 estaven aturades (12 homes i 10 dones). De les 135 persones inactives 72 estaven jubilades, 30 estaven estudiant i 33 estaven classificades com a «altres inactius».

### Ingressos
El 2009 a Urou-et-Crennes hi havia 317 unitats fiscals que integraven 798,5 persones, la mediana anual d'ingressos fiscals per persona era de 20.135 €.

### Activitats econòmiques
Dels 43 establiments que hi havia el 2007, 3 eren d'empreses de fabricació d'altres productes industrials, 10 d'empreses de construcció, 9 d'empreses de comerç i reparació d'automòbils, 2 d'empreses de transport, 4 d'empreses d'hostatgeria i restauració, 4 d'empreses financeres, 2 d'empreses immobiliàries, 8 d'empreses de serveis i 1 d'una empresa classificada com a «altres activitats de serveis».
Dels 13 establiments de servei als particulars que hi havia el 2009, 2 eren tallers de reparació d'automòbils i de material agrícola, 1 taller d'inspecció tècnica de vehicles, 2 paletes, 2 guixaires pintors, 1 fusteria, 4 lampisteries i 1 restaurant.
Dels 4 establiments comercials que hi havia el 2009, 3 eren botigues de material esportiu i 1 una joieria.
L'any 2000 a Urou-et-Crennes hi havia 9 explotacions agrícoles que ocupaven un total de 480 hectàrees.

## Equipaments sanitaris i escolars
El 2009 hi havia una escola elemental.

## Poblacions més properes
El següent diagrama mostra les poblacions més properes.